# La Revue hebdomadaire
La Revue hebdomadaire est une revue littéraire fondée en 1892 par Fernand Laudet et publiée jusqu'en 1939.

## Histoire
Jusqu'au début du XXe siècle, la revue est dirigée par Pierre Mainguet, avec Félix Jeantet comme rédacteur en chef. En 1908, elle absorbe Le Monde moderne et la femme d'aujourd'hui.
Après avoir été son secrétaire dans les années 1910, puis son rédacteur en chef en novembre 1920, François Le Grix devient son directeur d'octobre 1922, succédant à René Moulin, jusqu'à la dissolution du journal en 1939. Les rédacteurs en chef sont Jean d'Elbée, puis Robert de Saint Jean de 1928 à 1935, suivi par Bernard Barbey. Le Grix fait appel à de nouveaux collaborateurs comme François Mauriac — qui l'appelait « La Grise » dans les années 1910, en raison de son homosexualité affichée —, responsable de la rubrique théâtrale de 1921 à 1923, Edmond Jaloux (vie littéraire), Wladimir d'Ormesson (politique étrangère), Louis Latzarus (vie parisienne, puis chronique politique à partir de 1928), Gustave Fagniez et Frantz Funck-Brentano (histoire), Robert Vallery-Radot (vie religieuse), Paul Reynaud (tribune parlementaire). La revue fonde en 1929 le prix du premier roman. 
La victoire du Cartel des gauches amène la revue à prendre position dans les débats politiques et à se radicaliser progressivement. Le Grix est alors un conservateur antiparlementaire et hostile à la démocratie. En 1934 et 1935, il se rend plusieurs fois en Italie, où il rencontre Benito Mussolini. Le dictateur fasciste lui octroie une aide financière de deux millions de francs, ce qui lui permet de racheter le quotidien L'Ami du peuple.